# Bernhard Vogel
Bernhard Vogel (Göttingen, 19 december 1932 – Speyer, 2 maart 2025) was een Duitse politicus van de Christlich Demokratische Union Deutschlands (CDU). Hij was minister-president van Rijnland-Palts (1976–1988) en van Thüringen (1992–2003) en is daarmee de enige politicus die regeringsleider is geweest van twee verschillende Duitse deelstaten. Met een totale ambtsperiode van ruim 23 jaar is hij tevens de langst regerende minister-president ooit in Duitsland.

## Familie en opleiding
Bernhard Vogel werd in 1932 geboren in Göttingen en volgde onderwijs aan gymnasia in Gießen en München. Na het behalen van zijn Abitur in 1953 ging hij politieke wetenschappen, geschiedenis, sociologie en economie studeren aan de Ludwig Maximilians-Universiteit in München en de Ruprecht-Karls-universiteit in Heidelberg. Hij studeerde af in 1960. Daarna was hij als docent werkzaam aan het Instituut voor Politieke Wetenschappen in Heidelberg.
Vogel is katholiek en een voormalig lid van de Bund Neudeutschland. Hij is nooit getrouwd geweest en heeft geen kinderen. Zijn oudere broer, Hans-Jochen Vogel (1926–2020), was decennialang een prominent politicus voor de SPD.

## Politieke loopbaan
Bernhard Vogel sloot zich in 1960 aan bij de christendemocratische CDU en was aanvankelijk actief voor de Junge Union, de jongerenorganisatie van deze partij. In 1963 werd hij gemeenteraadslid in Heidelberg, maar twee jaar later stapte hij over naar de nationale politiek toen hij bij de Bondsdagverkiezingen van 1965 verkozen werd in de Bondsdag. Hij was daar parlementslid tot juli 1967.

### Rijnland-Palts
In mei 1967 werd Vogel gevraagd om minister van Onderwijs en Cultuur te worden in de deelstaatregering van Rijnland-Palts. Hij gaf hiervoor zijn zetel in de Bondsdag op. Als deelstaatminister diende hij aanvankelijk onder minister-president Peter Altmeier (1967–1969) en aansluitend in de drie kabinetten onder Helmut Kohl (1969–1976). Na de deelstaatverkiezingen van 1971 werd hij tevens lid van de Landdag van Rijnland-Palts.
Toen Kohl in het najaar van 1976 zitting nam in de Bondsdag en voortijdig aftrad als minister-president, werd Vogel verkozen tot zijn opvolger. Eerder, in 1974, had hij Kohl ook al afgelost als CDU-partijvoorzitter in Rijnland-Palts. Het kabinet-Vogel I betrof grotendeels een voortzetting van het voorgaande kabinet-Kohl III en bestond enkel uit ministers van de CDU. Het ministerschap van Onderwijs en Cultuur, dat Vogel negen jaar bekleed had, werd overgenomen door Hanna-Renate Laurien.

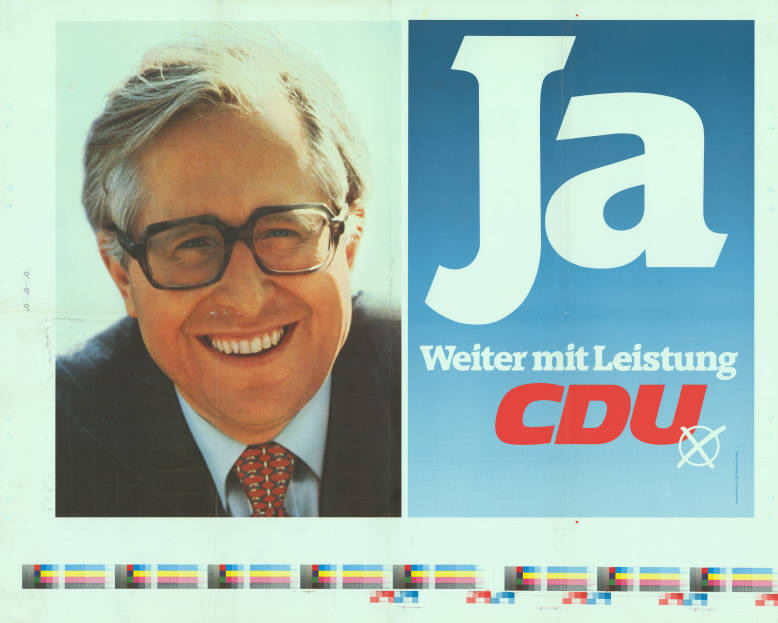
Vogel op een campagneposter voor de Landdagverkiezingen van 1979

Bij de deelstaatverkiezingen van 1979 trad Vogel voor het eerst aan als Spitzenkandidaat. Onder zijn leiding verloren de christendemocraten enkele procenten aan de SPD van Klaus von Dohnanyi, maar wisten zij hun absolute meerderheid te behouden, waarmee Vogel comfortabel verder kon regeren. Zijn tweede kabinet was aan de macht tot na de verkiezingen van 1983, waarbij de CDU haar meerderheid opnieuw prolongeerde. Tijdens zijn periode als minister-president van Rijnland-Palts reisde Vogel meermaals naar de DDR om ook het oosten van Duitsland te leren kennen. Hij diende tweemaal als voorzitter van de Bondsraad (1976–1977 en 1987–1988) en was tevens voorzitter van de raad van bestuur van de ZDF.
Bij de Landdagverkiezingen van 1987 trad Vogel opnieuw aan als CDU-leider, maar behaalde zijn partij met 45% van de stemmen haar slechtste resultaat in Rijnland-Palts sinds 1963. Enkele impopulaire maatregelen (waaronder een hervorming van de agrarische sector en een forse stijging van de kleuterschoolgelden) hadden onder kiezers tot onvrede geleid. De CDU bleef nog wel de grootste partij, maar verloor haar absolute meerderheid, waarop Vogel voor het eerst op zoek moest naar een coalitiepartner. In de hieropvolgende onderhandelingen werd de SPD (die onder leiding van Rudolf Scharping als tweede was geëindigd) gepasseerd en een regeerakkoord gesmeed met de liberale FDP van Rainer Brüderle. Hoewel Vogel hiermee al zijn vierde kabinet kon presenteren, leek de tegenvallende verkiezingsuitslag zijn positie toch te verzwakken. Ook binnen zijn eigen CDU kreeg hij steeds vaker te maken met kritiek, bijvoorbeeld op zijn beslissing om twee voormalige RAF-terroristen gratie te verlenen. Tijdens een verhit partijcongres in 1988 werd Vogel door Hans-Otto Wilhelm, die als minister van Milieu deel uitmaakte van zijn kabinet, uitgedaagd in de strijd om het partijleiderschap in Rijnland-Palts. Wilhelm pleitte ervoor de functies van minister-president en partijvoorzitter, die op dat moment al twaalf jaar in handen waren van Vogel, van elkaar te scheiden. Vogel was het hier niet mee eens en wilde beide taken behouden. Toen Wilhelm op het congres een duidelijke overwinning boekte, trok Vogel zijn conclusies. Hij legde al zijn politieke taken in de deelstaat neer: hij trad af als minister-president en verliet zijn zetel in de Landdag. Zijn vice-minister-president, Carl-Ludwig Wagner, werd aangesteld als nieuwe regeringsleider.
Van 1989 tot 1993 was Vogel voorzitter van de Konrad Adenauer Stichting. In die functie lanceerde hij onder meer de Literaturpreis der Konrad-Adenauer-Stiftung.

### Thüringen
Ruim drie jaar na zijn vertrek uit de politiek van Rijnland-Palts werd Bernhard Vogel in februari 1992 benoemd tot minister-president van de deelstaat Thüringen. Hij trad in deze functie aan na het voortijdig aftreden van zijn partijgenoot Josef Duchač. Met de benoeming van Vogel kreeg Thüringen, dat enkele jaren eerder nog tot de DDR behoorde, een ervaren politicus uit West-Duitsland aan het roer, iets dat overigens ook in sommige van de andere nieuwe Duitse deelstaten gebeurde. Vogel werd de eerste en tot op heden enige politicus die minister-president is geweest van twee verschillende Duitse deelstaten.

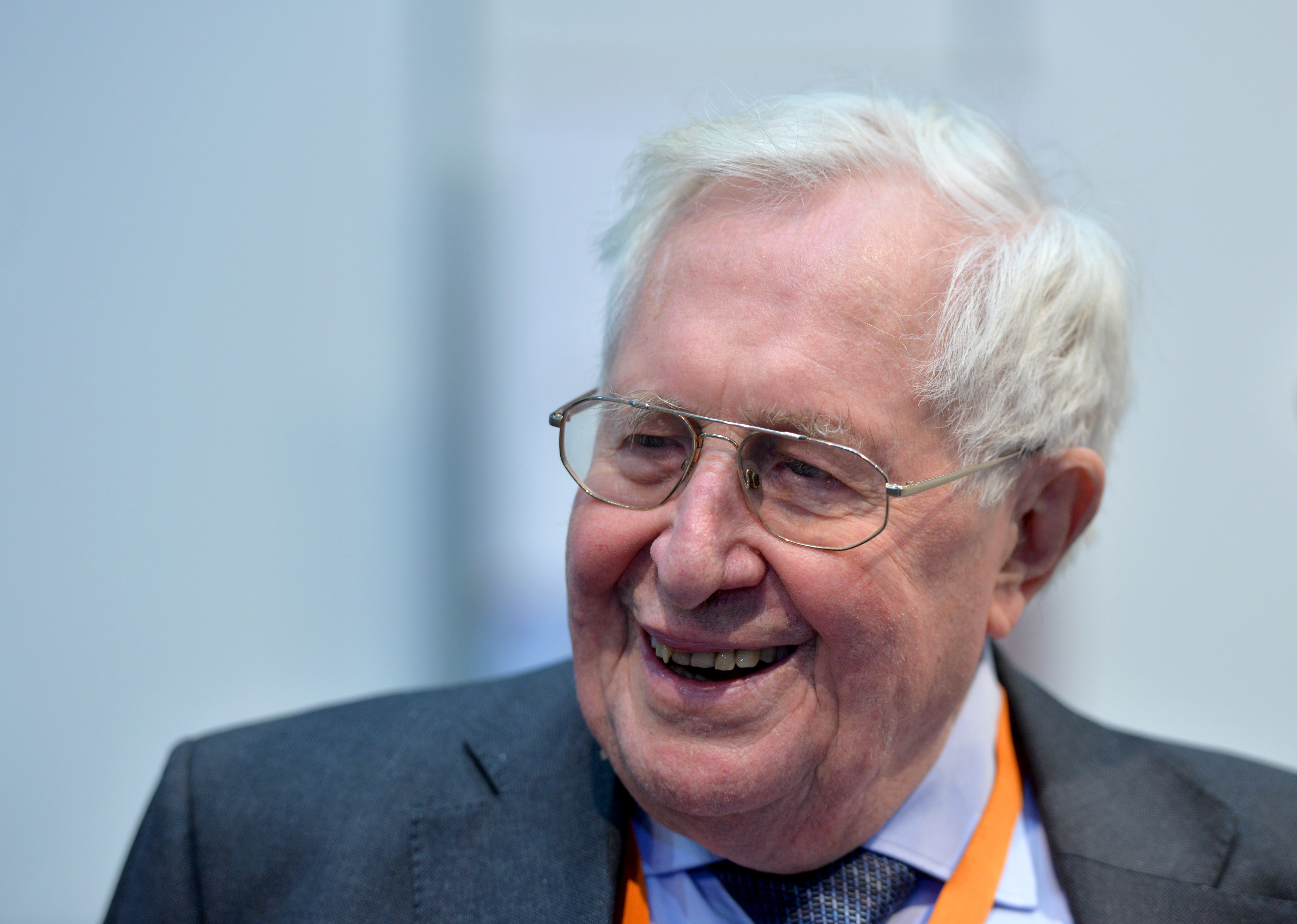
Bernhard Vogel in 2015

Vogel regeerde tot 1994 met de FDP. In 1993 werd hij partijvoorzitter van de CDU in Thüringen, waarna hij als Spitzenkandidaat aantrad bij de Landdagverkiezingen van 1994. Bij deze verkiezingen leed de CDU een licht verlies, maar bleef desondanks de grootste partij. Coalitiepartner FDP haalde echter de kiesdrempel niet en verdween uit het parlement, waardoor Vogel het bij de regeringsformatie over een andere boeg moest gooien. In de vijf jaren hierna regeerde hij met de SPD in een Grote coalitie.
Bij de Thüringer Landdagverkiezingen van 1999 behaalde de CDU onder leiding van Vogel 51% van de stemmen, een absolute meerderheid waarmee de partij in haar eentje verder kon regeren. Vogel gaf hierop leiding aan zijn derde Thüringer kabinet, maar diende deze ambtsperiode niet volledig uit. In juni 2003, een jaar voor de volgende Landdagverkiezingen, trad hij wegens zijn gevorderde leeftijd voortijdig terug en droeg hij zijn functie over aan partijgenoot Dieter Althaus. In totaal is Vogel ruim 23 jaar minister-president geweest: twaalf jaar van Rijnland-Palts en elf jaar van Thüringen. Daarmee is hij de langstzittende Duitse minister-president ooit.
Nog tot 2006 behield Vogel zijn plaats in het landelijk partijbestuur van de CDU, waarvan hij sinds 1975 deel had uitgemaakt. Tussen 2001 en 2009 was hij opnieuw voorzitter van de Konrad Adenauer Stichting, waar hij bij zijn vertrek werd benoemd tot erevoorzitter en opgevolgd werd door Hans-Gert Pöttering.
Vogel overleed op 2 maart 2025 op 92-jarige leeftijd.